# Río Sobat
El río Sobat es un río de África ecuatorial, un afluente del río Nilo Blanco que discurre íntegramente por Sudán del Sur. Es el más meridional de los grandes afluentes de la zona oriental del Nilo, y desagua en el Nilo Blanco en Dolieb Hill, cerca de la ciudad de Malakal, en el estado sursudanés de Alto Nilo. El Sobat se forma por la confluencia, en la frontera con Etiopía, del río Baro (de 306 km de longitud), que llega del este desde Etiopía, y del río Pibor (de 320 km), que lo hace desde el sur. El Sobat como tal tiene una longitud de 354 km, aunque si se considera con sus fuentes, el sistema Sobat-Pibor-Akobo llega a los 896 km.
En época de inundaciones, el río Sobat produce una enorme descarga de sedimentos de color blanquecino, lo que da al Nilo Blanco su nombre.
El Sobat y sus afluentes drenan una cuenca de aproximadamente 225.000 km². El caudal medio es de 412 m³/s.